# Ishikawa Ken
Ken Ishikawa (sinh ngày 5 tháng 2 năm 1970) là một cầu thủ bóng đá người Nhật Bản.

## Sự nghiệp câu lạc bộ
Ken Ishikawa đã từng chơi cho Nagoya Grampus Eight, Vegalta Sendai, Mito HollyHock và JEF United Ichihara.